# Estação Plaça del Centre
Plaça del Centre é uma estação da linha Linha 3 do Metro de Barcelona. Entrou em funcionamento em 1975. 

## História
A estação foi inaugurada em 1975, junto com as outras estações do trecho L3 entre as estações Zona Universitària e Sants Estació. Esta seção foi originalmente operada separadamente de L3, e conhecida como L3b, até que as duas seções foram unidas em 1982.

## Localização

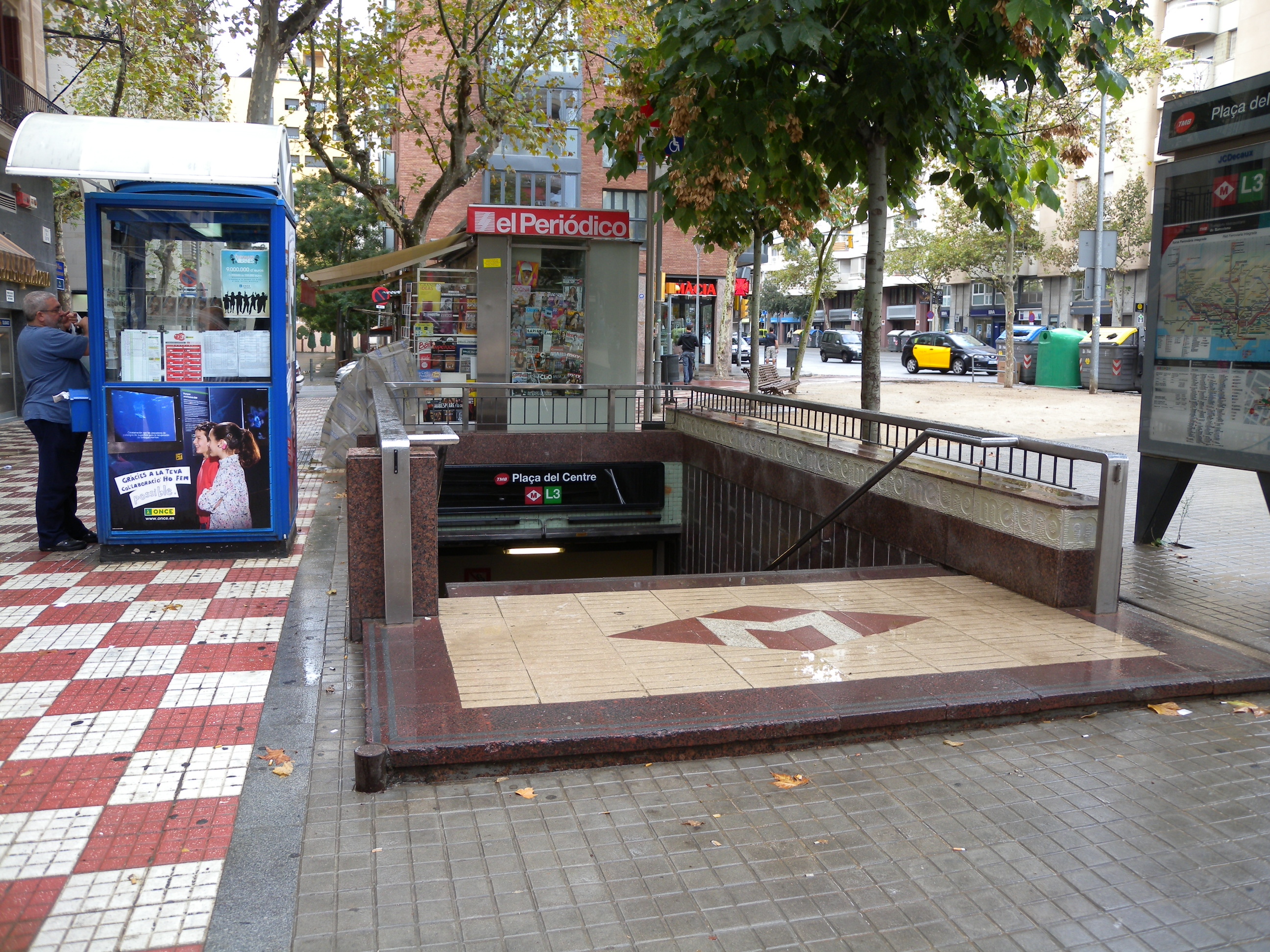
Acesso a estação.

A estação leva o nome de uma praça próxima e está localizada no cruzamento das ruas Avinguda de Madrid, Carrer de Berlin, Carrer dels Comtes de Bell-lloc e Carrer de Vallespir, a poucos passos da principal estação ferroviária Estació de Sants. As duas plataformas laterais da estação têm 94 metros de comprimento.

## Acesso à estação
- Plaça del Centre (mar)
- Plaça del Centre (muntanya)